# Ben Wright
Benjamin Huntington "Ben" Wright, född 5 maj 1915 i London, död 2 juli 1989 i Burbank, Kalifornien, var en brittisk skådespelare. Wright medverkade bland annat i filmer som Dom i Nürnberg (1961), My Fair Lady (1964), Sound of Music (1965) och Storsvindlarna (1966). Han gjorde även röster i flera Disneyfilmer, som Pongo och de 101 dalmatinerna (1961), Djungelboken (1967) och Den lilla sjöjungfrun (1989).

## Filmografi i urval
- 1949 – Korsade klingor
- 1953 – Ökenråttorna
- 1954 – Havets demoner
- 1956 – 23 steg till Baker Street
- 1957 – Kyss dom från mej
- 1957 – Åklagarens vittne
- 1958–1961 – Perry Mason (TV-serie)
- 1958–1966 – Krutrök (TV-serie)
- 1959 – Resan till jordens medelpunkt
- 1959 – Spökskeppet - kampen om Mary Deare
- 1961 – Pongo och de 101 dalmatinerna (röst)
- 1961 – Dom i Nürnberg
- 1962 – Myteriet på Bounty
- 1963 – Cleopatra
- 1963 – Bombeskader 904
- 1963 – Jagad av agenter
- 1963–1965 – The Alfred Hitchcock Hour (TV-serie)
- 1964 – My Fair Lady
- 1965 – Sound of Music
- 1965 – Smart (TV-serie)
- 1966 – Bröderna Cartwright (TV-serie)
- 1966 – The Addams Family (TV-serie)
- 1966 – Vik hädan, monster!
- 1966 – Storsvindlarna
- 1966 – Kanonbåten San Pablo
- 1967 – Djungelboken (röst)
- 1969 – Topaz
- 1971 – Kanonerna i öknen
- 1973 – Terror i vaxkabinettet
- 1989 – Den lilla sjöjungfrun (röst)